# پنجره (فیلم ۱۳۶۷)
پنجره فیلمی به کارگردانی و نویسندگی امیر توسل محصول سال ۱۳۶۷ است.

## خلاصه داستان
مصطفی که تصمیم دارد با مریم ازدواج کند بر اثر تصادف با اتومبیل بینایی خود را از دست می‌دهد...

## بازیگران
- محمد صالح علا
- هوشنگ بهشتی
- مهین شهابی
- فریبا شمس
- بهار قهرمان
- مریم مقبلی
- ابراهیم‌آبادی
- ملیحه اکبری
- مختار سائقی
- حسن نوروزی وفا
- رضا دریانی
- صابر کوکب نیا
- بهزاد سایقی
- فرزاد سایقی
- هانیه سعیدی
- آزاده سعیدی
- عبداله صفدری
- مانی منوری
- پرستو حاج حسن
- فرج مولایی
- امیر مولایی
- زری بشیری
- مسعود دامن خورشید
- وحید کریمیان
- زاره بغوسیان
- حسن سیادت
- عباس ناظری نیک
- لطیفی